# Alex Iwobi
Alex Iwobi, właśc. Alexander Chuka Iwobi (ur. 3 maja 1996 w Lagos) – nigeryjski piłkarz angielskiego pochodzenia występujący na pozycji napastnika w angielskim klubie Fulham oraz w reprezentacji Nigerii. Ma za sobą grę w młodzieżowych reprezentacjach Anglii. Siostrzeniec byłego reprezentanta Nigerii, Jay-Jaya Okochy. Srebrny medalista Pucharu Narodów Afryki 2023.

## Kariera reprezentacyjna
W latach 2011–2013 Iwobi zanotował w sumie 11 występów w juniorskich reprezentacjach Anglii. W 2015 roku zadeklarował jednak chęć gry w barwach Nigerii. Pod koniec września tego samego roku Iwobi otrzymał powołanie do reprezentacji Nigerii. Zadebiutował w niej 8 października podczas przegranego 0:2 spotkania towarzyskiego z Demokratyczną Republiką Konga, zmieniając w 57. minucie Ahmeda Musę.